# Птолемеј XI Александар II
Птолемеј XI Александар II (грч. Πτολεμαῖος Ἀλέξανδρος) био је краљ хеленистичког Египта из династије Птолемејида. Владао је само током 80. п. н. е.
Птолемеј XI је био син Птолемеја X Александра I, али није познато да ли га је родила Клеопатра Селена I или Береника III. Птолемеј IX Латир је преминуо 81. или 80. п. н. е. без законитог потомства, а Египтом је завладала његова сестра Береника III. Међутим, како је Птолемејска краљевина била у клијентелском положају према Римској републици, римски диктатор Луције Корнелије Сула је желео да Египту наметне романофилског владара. Римљани су у Египат упутили Птолемеја XI Александра II, сина Птолемеја X. Сула је своју интервенцију оправдао тако што је римском сенату показао тестамент Птолемеја X.
По одредбама тестамента Птолемеј XI је требало да се ожени Береником III која му је била маћеха, а притом вероватно и полусестра (по неким античким изворима и мајка). Ипак, свега деветнаест дана после свадбе, Птолемеј је погубио своју невесту. Убиство Беренике III, која је била веома популарна код житеља Александрије, изазвало је пропаст Птолемеја XI Александра II који је страдао од руку побуњених Александринаца.
Наследио га је Птолемеј XII Аулет.